# تئودور دی کوروین شیمانوفسکی
تئودور دی کوروین شیمانوفسکی (Theodore de Korwin Szymanowski) (4 ژوئیه ۱۸۴۶ – ۲۰ سپتامبر ۱۹۰۱)، یک اشراف‌زاده لهستانی و مالک زمین نجیب زاده، نظریه‌پرداز اقتصادی و سیاسی بود که به فرانسوی می‌نوشت. او در سال ۱۸۸۵ میلادی یک طرح بسیار اصیل اقتصادی را برای اروپای اولیه یک‌پارچه و برای اضمحلال برده‌داری آفریقایی‌ها نوشت. او یک شاعر لهستانی نیز بود.

## پس‌زمینه
او در یک خانواده نجیب برجسته و بانفوذ لهستانی، پیرو کاتولیک رومی متولد شد و یگانه پسر افسر ناپلئونی و کارمند بانک، فیلیکس شیمانوفسکی و خانمش ماریا لوبینسکا، نوه‌های وزیر عدلیه، فیلیکس لوبینسکی بود که زنده ماند. کمپوزر کارول سزیمونسکی از اقارب جوان‌تر او بود. وی همراه با پسر مامایش، برنارد لوبینسکی، در وارساو و در ملک خانوادگی در مازوویا در لهستان اشغال شده توسط روسیه بزرگ شد. از سال ۱۸۵۸ تئودور در فرانسه در کالج سنت کلمنت در متز که توسط ژزوئتها اداره می‌شد، تحصیل کرد. او به هدف سهم گرفتن در قیام سال ۱۸۶۳ از مدرسه فرار کرد اما بر اساس آنچه در سال ۱۸۶۳ میلادی توسط یکی از خویشاوندانش، اسقف کونستاتی ایرنیوسز لوبینسکی در یک نامه به توماسز ونتورت لوبینسکی ثبت شده‌است، تئودور ۱۶ ساله در کراکاو در ولایت گالیسیا که توسط هبسبورگ اداره می‌شد، دستگیر شد. هیچ شواهدی وجود نداشت که او را در حال جنگ نشان دهد؛ لذا او دوباره به مدرسه راهی شد تا تحصیلاتش را تکمیل کند. در سال ۱۸۶۴ میلادی او شاهد پایان نظام رعیتی در لهستان بود که به عنوان یک انتقام سریع توسط مقامات تزاری بر علیه نجبای شورشگر لهستانی تلقی می‌شد. این یک تغییر عمیق اجتماعی بود که بعدها از آن در نوشته‌های اصلی نظری‌اش استفاده کرد.
بدتر شدن سلامت پدر پیرش و رکود ثروت خانواده‌اش احتمالاً فرصت او برای ادامه تحصیلات رسمی را کاهش داد. در سال ۱۸۶۷ میلادی، تئودور ۲۰ ساله ملک خانوادگی را به ارث برد. او به جامعه معرفی شد تا یک همتای مناسب بی‌آبد. زمانی که او ۲۷ سال سن داشت، در جریان یک جشن سال نو به ژولیا بوزینیک ژیلویکا، از تبار اشراف روتنی که سرپرست قانونی او فیلیکس سوبانسکی، پسر عموی مادر تئودور بود، معرفی شد. ازدواج آن‌ها در سال ۱۸۷۴ میلادی صورت گرفت و مهریه مؤقتاً خزانه تخلیه شده شیمانوفسکی را تقویت کرد. این زوج صاحب هفت پسر شدند که یکی آن در نوزادی از دنیا رفت و یک دختر داشتند. به دلیل جو اقتصادی یا هم سوء مدیریت تا سال ۱۸۸۵ میلادی این خانواده مجبور شدند، خانه و معاش با قدمت ۱۳۰ سال شان را ترک کنند. گفته می‌شود که ملک آن‌ها ممکن است به دلیل فعالیت‌های سیاسی تئودور از سوی مقامات مصادره شده باشد، هرچند شواهد برای این کار تا حال تأیید نشده‌است. او هنگام افاده نظریات بحث‌برانگیز به فرانسوی و چاپ‌نمودن آن در پاریس محتاط بود تا به دست تزار نرسد. در واقع، خانواده او به غرب اوکراین تبعید شدند، جاییکه آن‌ها تا پایان زندگی تئودور در شرایط سختی زندگی کردند.

## پیش‌بینی یک اروپای یکپارچه
اثر بحث‌برانگیز کوروین شیمانوفسکی L'avenir économique, social et politique en Europe – آینده اروپا از دید اقتصادی، سیاسی و اجتماعی در سال ۱۸۸۵ به لسان فرانسوی نوشته شده و در سال‌های ۱۸۸۵ و ۸۸ در پاریس به نشر رسید. در آن زمان لهستان یک دولت تجزیه شده و اشغال شده توسط روسیه، پروس و اتریش-مجارستان بود. اثر او با این تشویقیه آغاز می‌شود:
«سبک نوشتاری ضعیف مؤلف را معذور دارید، چون او صرف از لحاظ احساسی فرانسوی است. اما تا اخیر بخوانید و در این اندیشه‌های نامرتب و نابرابر معمای بدبختی مان را بجویید».
تئودور همان‌طوری که خودش را یک فرانسه دوست اعلام کرده، اروپا را متکی به یک سیستم اصلاح شده پارلمانی، اتحادیه گمرکی، آمارهای جمع شده مرکزی، مشارکت‌های مالی از همه دولت‌های اروپایی شرکت‌کننده برای سپرده‌گذاری و وام‌دهی از طریق بانک مرکزی با یک واحد پولی مشترک، ترجیحاً فرانک فرانسوی، مجسم کرد. کار تحقیقی او از هیچ نوع سوسیالیسم به شیوه هم عصرهای فرانسوی‌اش مانند هنری ماریت یا ژولس فیری متأثر نشده بود. بلکه در آن یک نوع مطلق‌گرایی، ایجاد شده از احتمالاً تعهد عمیق او به کاتولیسیسم، همراه با هم‌فکری عمدی با مقامات مطلق‌گرا در سنت پترسبورگ تأکید شده بود.
این متن تا زمانی که دوباره در یک کتابخانه در آغاز قرن بیست و یکم پیدا شد، مفقود بود. هنوز مشخص نیست که آیا طرح اقتصادی‌اش برای اروپای یک‌پارچه را که هفتاد سال پیش نوشته بود، به‌طور غیرمستقیم بر مهندسان بازار مشترک اروپای پس از جنگ، افرادی مانند روبرت شومان از متز یا ژان مونت تأثیر گذاشته‌است یا خیر. همان‌طوری‌که ویراستار اخیرش، پروفسور زوراوسکی ول گراژیفسکی در پوست‌فیس نوشته‌است، مشارکت شیمانوفسکی بخشی از نگرانی اروپای قرن نوزدهم از اروپای بیمار بود که از ناآرامی‌های اجتماعی و مهدی (عج) احساس خطر می‌کرد. نوآوری او بر اقتصاد، آمار و سیاست پولی متمرکز بود تا مسائل مربوط به ملی‌گرایی، حاکمیت یا فدرالیسم. صرف نظر از این‌که جمهوری بود یا سلطنت، اگرچه او دومی را ترجیح می‌داد، اما میان ملت و دولت تمایز قائل شد.

## چالش برده‌داری آفریقایی
همان‌طوری که کوروین شیمانوفسکی در تمام نوشته‌هایش بیان داشته‌است، او از تبعیدش از راه دور، با شخصیت‌های با نفوذ سیاسی ناشناس در پاریس – که با آن‌ها احتمالاً در زمان مدرسه ملاقات کرده بود – و ماندارین‌ها در وزارت مالیه در سنت پترسبورگ مکاتبه می‌کرد تا آن‌ها را به حول پراگماتیسم کلان اقتصادی‌اش جمع کند. او می‌توانست رویدادهای بزرگ بین‌المللی مانند تلاش اروپا برای آفریقا که در کنفرانس برلین در سال‌های ۱۸۸۴–۵ میلادی مورد بحث قرار گرفت را تعقیب کند که در سال ۱۸۹۰ میلادی یک جزوه بحث‌برانگیز از او منتشر شد. وی از طریق کلیسا و ارتباطات خانوادگی می‌توانست به مدت کوتاه به فرانسه رفته و در کنفرانس ضد برده‌داری پاریس سال ۱۸۹۰ که توسط کاردینال لاویگری تشکیل شده بود، شرکت کند. به عنوان نتیجه او متن خود را به عنوان «I’Esclavage Africain» تهیه کرد که در آن برای بانک مرکزی آفریقایی به عنوان ابزاری برای مبارزه با برده‌داری از طریق تجارت منابع طبیعی به عوض تجارت با انسان‌ها لابی کرده بود: یک راه حل اقتصادی به یک شر اخلاقی و اجتماعی. تاریخ‌نگار لهستانی رادوسلاو زوراوسکی ول گراژفسکی بر کوروین شیمانوفسکی پرونده‌ای را مطرح کرد که او از موجودیت و تماس‌هایش در پاریس با برادر خانمش، فعال مهاجرت و موسیقی‌دان، تئودور ژیلویکی (۱۸۲۸–۱۹۰۵) سود بسیاری برده‌است. او ممکن در موقعیتی بوده‌است که نشر اثر کوروین شیمانوفسکی را تسهیل کرده‌است.

## آثار شعری
تنها دو اثر شعری از کوروین شیمانوفسکی باقی‌مانده‌است که هر دو به لسان لهستانی نوشته شده‌اند؛ یکی در پاریس و دیگری در کیف منتشر شده‌اند. این‌ها آثار تمثیلی در تضاد واضح با نظریات اقتصادی و سیاسی‌اش هستند که از مشغله‌های مذهبی او برگرفته شده‌اند و اما دوراهی‌های شخصی او و ملتی که بیش از یک قرن از دولت محروم بوده‌اند، را بیان می‌کنند. اولین اثر او در مورد تاریخ دنیا و آفرینش فرشته‌ها و سقوط برخی از آن‌ها است. اثر دومش داستان قهرمانانه شهزاده روتنی، سوفیا اولیلکویچ رادزیویل را بیان می‌کند، کسی که در سال ۱۹۸۳ میلادی توسط کلیسای ارتدکس شرقی به عنوان قدیس اعلام شد. نوشته‌های فرعی او به نظر می‌رسید بیان‌گر این است که فرقه‌های مسیحی، مخصوصاً کاتولیک رومی و ارتدکس روسی باید در مبارزه با تهدیدهای مشترک همکاری داشته باشند.
کوروین شیمانوفسکی با وجودی‌که مشکلات زیادی را متقبل شد، دیدگاه سازنده‌ای را در تمام آثارش حفظ کرد. او در سن نسبتاً جوان ۵۵ سالگی در فقر شدید از دنیا رفت و در کیف به خاک سپرده شد. قبر او باقی‌نمانده‌است.

## ارجاعات
1. ↑  Estreicher, Karol J (1906–1916). Bibliografia Polska XIX stulecia: lata 1881–1900 (به لهستانی). Kraków: Nakładem Spółki Księgarzy Polskich. OCLC 609911661. Retrieved 2016-06-29.
 p. 360.
2. ↑  Loew, Peter Oliver. (2004). Polen denkt Europa. Politische Texte aus zwei Jahrhunderten, Frankfurt-am-Main: Suhrkamp ISBN 3-518-41621-9 p. 19.
3. ↑  Hogg, Peter. Ed. (2013). The African Slave Trade and its Suppression. London: Cass Library of African Studies, Routledge. ISBN 978-0-7146-2775-5 p. 2997.
4. ↑  Chylińska, Teresa. (2008). Karol Szymanowski i jego epoka (Karol Szymanowski and his time) , Kraków: Musica Iagellonica, in 3 volumes, ISBN 978-83-7099-145-6, vol.3 Appendix p.198, loose genealogical table of Szymanowski ancestry: Theodore's and Karol Szymanowski's common ancestors are Maciej Michał Szymanowski and Anna Łuszczewska.
5. ↑  "Obituary – from the Tablet Archive". Archive.thetablet.co.uk. Archived from the original on 13 اكتبر 2017. Retrieved 2016-08-11. {{cite web}}: Check date values in: |archive-date= (help)
6. ↑  Pawłowicz, Sławomir CSsR. Ed. (2009). O. Bernard Łubieński Wspomnienia  (autobiography in Polish). Kraków: Wyd. Homo Dei. ISBN 978-83-60998-41-0 p. 32.
7. ↑  Viansson-Ponté, L. (1897). (Metz,%20France) %22&type=subject&inst= Les Jésuites à Metz: Collège Saint-Louis, 1622–1762, Collège Saint Clément, 1852–1872. p. 426. {{cite book}}: Check |url= value (help)
8. ↑  Ściborski, XJ, ed. (1898). "Konstanty Ireneusz Pomian hr. Łubieński, Biskup Sejneński Napisał". p. 178.
9. ↑  Davies, Norman. (1981). God's Playground. A History of Poland. Vol. 1: The Origins to 1795, Vol. 2: 1795 to the Present. Oxford: Oxford University Press. ISBN 0-19-925339-0 / ISBN 0-19-925340-4, see vol. 2 p. 141.
10. ↑  TK-S 2015, p. 60.
11. 1 2  TK-S 2015, p. 61.
12. ↑  TK-S 2015, pp. 58–9.
13. ↑  Korwin Szymanowski, Théodore de, (1885/8) L'avenir économique, social et politique en Europe, Paris: Ed. H. Marot.
14. ↑  TK-S 2015, p. 7.
15. ↑  Korwin Szymanowski, Théodore de (1890). Conférence Internationale sur les Réformes Parlementaires, Paris: Ed. A. Reiff. Re-issued in Paperback by HACHETTE LIVRE-BNF (12 Jun 2013), ISBN 978-2011785671
16. ↑  TK-S 2015, p. 41.
17. ↑  Korwin Szymanowski, Théodore de (1890). Conférence Internationale Douanière, Paris: Ed. Bourdarie.
18. 1 2  TK-S 2015, p. 68.
19. ↑  Vianello, Mino (2020). The Absolute Power Complex from Constantine to Stalin: The Collective Unconscious of Catholic and Orthodox Countries. London: Routledge. ISBN 978-1-138-59829-4.
20. ↑  See for instance, four copies of his letters to undisclosed recipients reproduced in Korwin Szymanowski, Théodore de (1890). A propos de la conférence de Berlin. Éd. Bourdarie. pp. 19–24. Retrieved 29 June 2016.
21. ↑  Korwin Szymanowski, Théodore de (1890). A propos de la conférence de Berlin. Éd. Bourdarie. Retrieved 29 June 2016.
22. ↑  Documents relatifs au Congrès Libre Antiesclavagiste tenu à Paris le 21, 22 et 23 septembre 1890. (fr.). Paris: BnF Gallica. [consulted 2015-10-21]. À la direction générale de l'œuvre antiesclavagiste.
23. ↑  Korwin Szymanowski, Théodore de (1891). L'esclavage africain. Éd. Adolphe Reiff. Archived from the original on 4 اكتبر 2016. Retrieved 29 June 2016. {{cite book}}: Check date values in: |archive-date= (help)
24. ↑  Korwin Szymanowski, Teodor, (1890). Historya świata część 1sza – Stworzenie Aniołów, Paris: Ed. A. Reiff.
25. ↑  Korwin Szymanowski, Teodor, (1891). Zofija Olelkiewiczówna – księżniczka słucka, Kiev: Ed. G.L. Fronckevič. The full text of the poem is reproduced in the Appendix to the MSZ 2015 re-issue of the dual text of Korwin Szymanowski's "L'Avenir … The work can be sourced from the publications department of the MSZ.
26. ↑  TK-S 2015, p. 63.